# Danny Boffin
Daniel "Danny" Edouward Boffin (Sint-Truiden, Bélgica, 10 de julio de 1965) es un exfutbolista belga que se desempeñó como mediocampista y que militó en diversos clubes de Bélgica y Francia.

## Clubes
| Club           | País    | Año         |
| -------------- | ------- | ----------- |
| Sint-Truidense | Bélgica | 1985 - 1987 |
| RFC Lieja      | Bélgica | 1987 - 1991 |
| RSC Anderlecht | Bélgica | 1991 - 1997 |
| FC Metz        | Francia | 1997 - 2001 |
| Sint-Truidense | Bélgica | 2001 - 2003 |
| Standard Lieja | Bélgica | 2004        |

## Selección nacional
Ha sido internacional con la selección de fútbol de Bélgica; donde jugó 53 partidos internacionales y anotó solo un gol por dicho seleccionado. Incluso participó con su selección, en 3 Copas Mundiales. La primera fue en Estados Unidos 1994, la segunda fue en Francia 1998 y la tercera fue en Corea-Jápón 2002. En este último Mundial, participó a los 37 años de edad.